# 鋼管道路

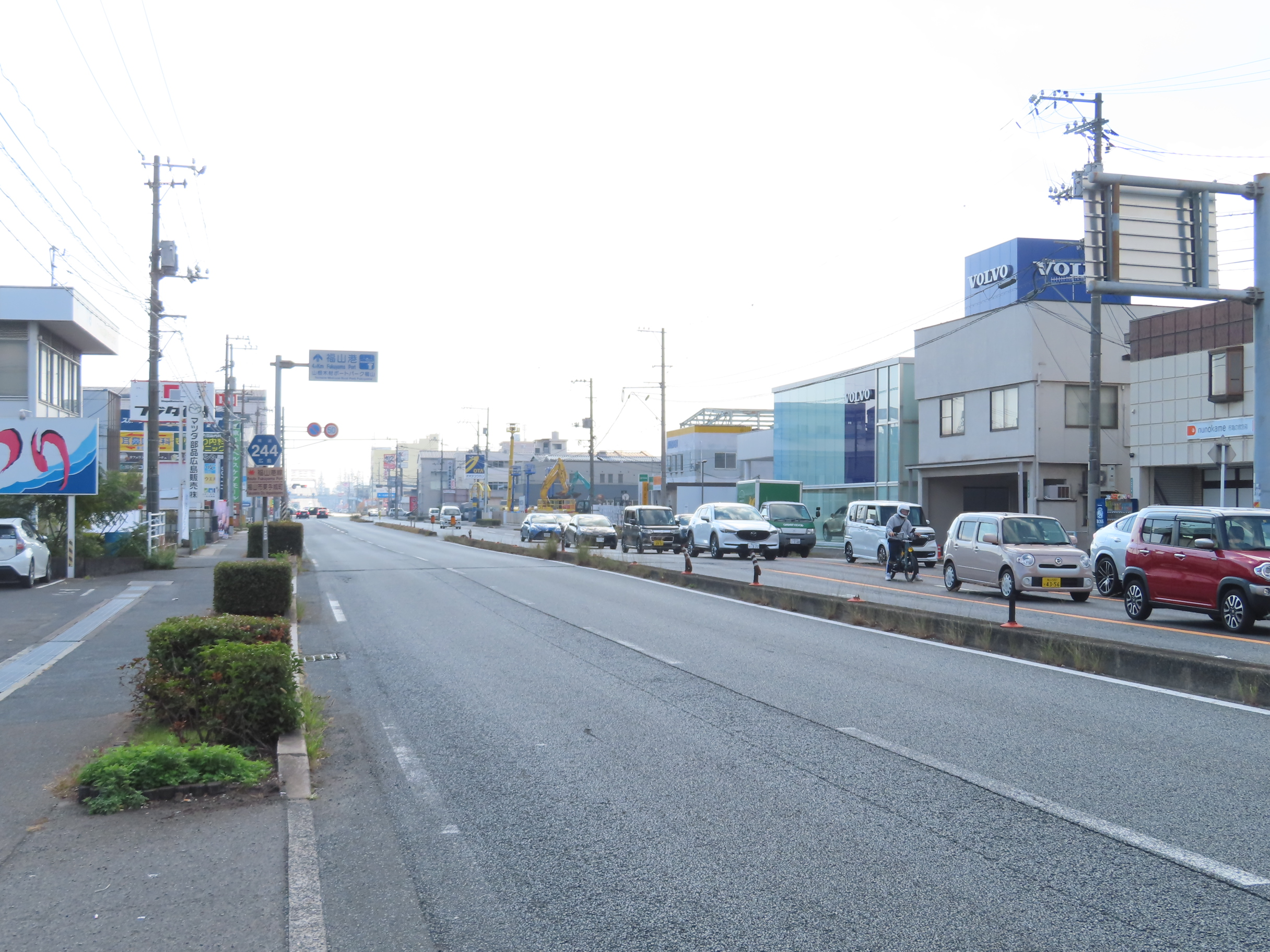
福山市東手城町にて（2022年11月撮影）

鋼管道路（こうかんどうろ）は、広島県福山市の日本鋼管福山製鉄所（現・JFEスチール西日本製鉄所）周辺部において整備が行われた都市計画道路の総称および通称である。

## 主な路線
- 国道182号 [1]
- 岡山県道・広島県道3号井原福山港線